# 亀井聖矢
亀井 聖矢（かめい まさや、Masaya kamei 2001年〈平成13年〉12月20日 - ）は、日本のクラシック音楽のピアニスト。

## 経歴
愛知県一宮市出身。4歳の時、外で遊ぶよりもトイピアノに夢中になる姿を見た母親の勧めで、近所のピアノ教室に通い始めた。小学校1年生から6年間はサッカーチームにも所属、中学校では卓球部にも入部したが、この頃から「音楽の道に進みたい」という思いが強まり、ピアノに専念することを決意。愛知県立明和高等学校音楽科で2年間学び、その後、桐朋学園大学に「飛び入学特待生」（同大学初）として入学した。
2019年、第88回日本音楽コンクールで第1位を獲得し、第43回ピティナ・ピアノコンペティションで特級グランプリを受賞。若手音楽家の登竜門とされる2つのコンクールで、史上初の同時優勝を飾った。
2022年、複数の国際コンクールに参加。4月にスペインで開催された第67回マリア・カナルス・バルセロナ国際音楽演奏コンクールで第3位に入賞すると、6月にはアメリカの第16回ヴァン・クライバーン国際ピアノコンクールでセミファイナリストに選出。フランスへと渡った11月、ロン＝ティボー国際コンクールでファイナルに進出、ピアノ協奏曲第5番 (サン＝サーンス)を披露し第1位に輝いた（評論家賞、聴衆賞も同時受賞）。
2023年3月、桐朋学園大学を首席で卒業後、桐朋学園大学ソリスト・ディプロマコースに在籍しながら、ドイツのカールスルーエ音楽大学で児玉桃に師事。同年5月より全国12会場で凱旋リサイタルツアーを開催するなど、精力的な演奏活動を展開。2024年には、フランスのラ・ロック＝ダンテロン国際ピアノ・フェスティバルでマルセイユ・フィルハーモニー管弦楽団と共演したのを皮切りに、全国14会場でソロリサイタルツアーを成功させた。さらに、ドキュメンタリー番組『情熱大陸』や、映画『パリピ孔明 THE MOVIE』に本人役で出演するなど、クラシック音楽の枠を超えたメディアでの活躍も見せている。
2025年4月、第19回ショパン国際ピアノコンクールの予備予選に参加するも、本選進出は叶わず挫折を経験。しかし、同年5月のエリザベート王妃国際音楽コンクールに参加するとファイナルへと進出、ピアノ協奏曲第5番 (サン＝サーンス)を披露し第5位に入賞を果たした。また、この受賞を機にコンクールからの卒業を宣言している。

## 人物
集中し研ぎ澄まされた状態でピアノを弾く事を重視しており、練習は休日に多くて6時間、講義などに出席する平日は2時間位を費やすという。一方、ピアノに触れていない時間はソルフェージュや音源を聴く事、常に音楽について考える事を大切にしている。また、音楽以外にも謎解き制作や料理に深い興味を持ち、個人のみならず謎解き集団RIDDLERのアンバサダーとして活動し、音楽やポップカルチャーをテーマにした「ひらめき問題」を制作・公開しており、料理についても取材時にスタッフのため自ら調理し振る舞う姿が報じられている。

## 受賞歴
- 2013年 - 第5回岐阜国際音楽祭 小学生II部門 第2位、岐阜市長賞[20]
- 2015年 - 第39回ピティナ・ピアノコンペティションF級 全国決勝大会 銀賞、聖徳大学川並弘昭賞[21]
- 2016年 - 第41回ピティナ・ピアノコンペティションJr.G級 ベスト7賞[22]
- 2016年 - 第17回 ショパン国際ピアノコンクールin ASIA 中学生部門 金賞、ソリスト賞[23]
- 2017年 - 第71回全日本学生音楽コンクール高校の部 第1位、横浜市民賞、野村賞、井口愛子賞、NHK賞、かんぽ生命奨励賞[24][25]
- 2018年 - 第42回ピティナ・ピアノコンペティションG級 銅賞[26]
- 2019年 - 第43回ピティナ・ピアノコンペティション特級 グランプリ、聴衆賞、文部科学大臣賞、スタインウェイ賞[5][27]
- 2019年 - 第9回福田靖子賞選考会 第1位[28]
- 2019年 - 第88回日本音楽コンクール 第1位、野村賞、井口賞、河合賞、アルゲリッチ芸術振興財団賞、三宅賞、岩谷賞（聴衆賞）[4][29]
- 2022年 - 第67回マリア・カナルス・バルセロナ国際音楽演奏コンクールピアノ部門 第3位[7]
- 2022年 - ロン＝ティボー国際コンクールピアノ部門 第1位、評論家賞、聴衆賞[9]
- 2023年 - 令和4年度 岐阜県芸術文化奨励[30]
- 2023年 - 文化庁長官表彰(国際芸術部門)[31]
- 2023年 - 愛知県芸術文化選奨 (文化新人賞)[32]
- 2023年 - 出光音楽賞[33]
- 2024年 - 第50回日本ショパン協会賞[34]
- 2025年 - エリザベート王妃国際音楽コンクールピアノ部門 第5位[35]

## ディスコグラフィ
| 発売日 | 発売日  | タイトル | アーティスト名義・共演 | レーベル | 規格品番・備考 |
| ------ | ------- | -------- | ---------------------- | -------- | -------------- |
| 2022年 | 12月7日 | VIRTUOZO | 亀井聖矢               | e+ music | EM-26          |